# 托马斯·罗宾逊
托马斯·厄尔·罗宾逊（英語：Thomas Earl Robinson，1991年3月17日—）為美国男子篮球运动员，最後效力於台灣職業籃球大聯盟臺北台新戰神，在2012年NBA选秀第1輪第5順位被萨克拉门托国王选中。
2021年12月罗宾逊取得黎巴嫩護照。

## 大學生涯
羅賓遜開始了大學三年級和2011-2012年大學男子籃球賽季季前賽，與約翰·伍登獎的50名候選人之一 。跟隨著高年級隊友Tyshawn泰勒的腳步，羅賓遜有望成為堪薩斯校隊領導者之一。
2011年12月31日，在對北達科他州大學的一場比賽中，羅賓遜拿下了30分，並搶下21個籃板，自從韋恩·海托華在1961年對陣密蘇里大學拿下36分，並搶下21個籃板，他是第一個堪薩斯球員取得一個30/20的表現。在12大聯盟 常規賽結束後 ，羅賓遜是在聯盟中第二位取得22個雙十 (double-doubles)，僅次於錫耶納學院的O.D. Anosike。在這一點上，羅賓遜場均18分和11.9個籃板。
2011年1月22日對德州大學的比賽之前，堪薩斯的球員，教練和球迷舉行紀念羅賓遜，失去了他的奶奶，爺爺和母親都在三個星期內彼此默哀了片刻。比賽結束後，堪薩斯教練Bill Self說：“他甚至是在球場上是顯著的。”
2012年3月4日，羅賓遜被評為12大聯盟2012年度最佳球員，被聯賽的主教練選中 All-Big 12 awards 。2012年3月5日他被美聯社出版社評為2012年度最佳球員。
2012年4月9日，羅賓遜決定放棄他的大四賽季，並宣布參加2012年NBA選秀大會。
2023年12月9日，堪萨斯大学將罗宾逊的0號球衣退役。

### 大學數據
| 賽季    | 球隊       | GP  | GS | MPG  | FG%  | 3P%  | FT%  | RPG  | APG | SPG | BPG | PPG  |
| ------- | ---------- | --- | -- | ---- | ---- | ---- | ---- | ---- | --- | --- | --- | ---- |
| 2009–10 | 堪薩斯大學 | 33  | 1  | 7.2  | .485 | .000 | .395 | 2.7  | .3  | .2  | .5  | 2.5  |
| 2010–11 | 堪薩斯大學 | 33  | 2  | 14.6 | .601 | .000 | .510 | 6.4  | .6  | .4  | .7  | 7.6  |
| 2011–12 | 堪薩斯大學 | 39  | 39 | 31.8 | .505 | .500 | .682 | 11.9 | 1.8 | 1.1 | .9  | 17.7 |
| 生涯    |            | 105 | 42 | 18.7 | .525 | .500 | .606 | 7.3  | 1.0 | .6  | .7  | 9.8  |

## 職業生涯
他在2012年6月28日，的NBA選秀中第1輪第5順位被沙加緬度國王選中。
2012年11月7日，在第四季度對陣底特律活塞的比賽中，羅賓遜肘擊约纳斯·杰雷布科的喉嚨而被逐出比賽。2012年11月8日，羅賓遜被禁賽兩場比賽。
2013年2月20，羅賓遜與弗朗西斯科·加西亞和Tyler Honeycutt被交易到休斯敦火箭，用以交換帕特里克·帕特森，托尼·道格拉斯和前堪薩斯大學的隊友科爾·阿爾德里奇。直到前火箭隊後衛和國王隊的阿隆·布魯克斯重新與火箭簽約，羅賓遜由穿著0號球衣，換到第41號球衣，而布魯克斯使用原來的0號球衣。
2018年12月3日，中国男子篮球职业联赛北京翱龙宣布罗宾逊加盟球隊頂替沙夫里克·兰多夫。
2019年10月罗宾逊加盟中国男子篮球职业联赛四川蓝鲸取代马齐·兰佩。12月6日，四川蓝鲸宣布由泰勒·汉斯布鲁頂替罗宾逊。
2020年2月6日，希姆基宣布與罗宾逊簽下一個月合約，合約附帶續約至賽季結束的選擇權。8月4日，希姆基宣布罗宾逊因合約到期離隊。11月30日，花園城市學院宣布引進罗宾逊。
2021年5月28日，桑圖爾塞捕蟹人宣布引進罗宾逊。11月28日，首爾三星雷霆宣布罗宾逊加盟球隊頂替受傷的以賽亞·希克斯。
2022年8月26日，生力啤酒人宣布延攬罗宾逊作為球隊在PBA委員盃的外籍球員。但罗宾逊在PBA委員盃開打前受傷，生力啤酒人將罗宾逊放入傷兵名單內，另引進戴蒙德·史東，之後罗宾逊回到美國養傷，未替生力啤酒人出賽過。12月8日，罗宾逊與克布拉迪亞斯海盜簽約。
2023年3月29日，罗宾逊與烏馬考灰熊簽約。4月27日，罗宾逊與阿雷西博船長簽約頂替亞倫·哈里森。5月18日，罗宾逊與法哈多卡里杜罗斯簽約。5月26日，罗宾逊與龐塞獅子簽約頂替诺里斯·科尔。9月13日，罗宾逊成為NLEX公路勇士在PBA委員盃的外籍球員。11月29日，NLEX公路勇士宣布由斯托克利·查菲取代罗宾逊，罗宾逊共代表NLEX公路勇士出賽四場。12月11日，雅加達明燈宣布引進罗宾逊。
2024年5月24日，雅加達明燈宣布釋出罗宾逊，罗宾逊總計出賽15場，場均上場23.5分鐘，可挹注16.3分、9.2籃板、1.7助攻、1阻攻。6月20日，卡羅利納巨人宣布簽下罗宾逊。8月30日，罗宾逊與黎巴嫩籃球聯賽賀米尼門簽約。10月26日，罗宾逊與哈利斯科太空人簽約。11月30日，罗宾逊加盟台灣職業籃球大聯盟臺北台新戰神。
2025年1月21日，臺北台新戰神宣布與罗宾逊終止合約，罗宾逊出賽10場繳出場均17.1分及10.8籃板的表現。

## NBA

### 例行賽
| 賽季    | 球隊         | GP  | GS | MPG  | FG%  | 3P%  | FT%  | RPG | APG | SPG | BPG | PPG |
| ------- | ------------ | --- | -- | ---- | ---- | ---- | ---- | --- | --- | --- | --- | --- |
| 2012–13 | 沙加緬度國王 | 51  | 0  | 15.9 | .424 | .000 | .577 | 4.7 | .7  | .5  | .4  | 4.8 |
| 2012–13 | 休士頓火箭   | 19  | 0  | 13.0 | .449 | .000 | .421 | 4.1 | .5  | .8  | .3  | 4.5 |
| 2013–14 | 波特蘭拓荒者 | 70  | 0  | 12.5 | .481 | .000 | .564 | 4.4 | .5  | .3  | .3  | 4.8 |
| 2014–15 | 波特蘭拓荒者 | 32  | 4  | 12.2 | .516 | .000 | .438 | 4.2 | .3  | .5  | .3  | 3.6 |
| 2014–15 | 費城76人     | 22  | 0  | 18.5 | .467 | .000 | .603 | 7.7 | 1.1 | .7  | .7  | 8.8 |
| 2015–16 | 布魯克林籃網 | 71  | 7  | 12.9 | .447 | .000 | .431 | 5.1 | .6  | .5  | .5  | 4.3 |
| 2016–17 | 洛杉磯湖人   | 48  | 1  | 11.7 | .536 | .000 | .470 | 4.6 | .6  | .5  | .2  | 5.0 |
| 生涯    | 生涯         | 313 | 12 | 13.4 | .470 | .000 | .505 | 4.8 | .6  | .5  | .4  | 4.9 |

### 季後賽
| 賽季 | 球隊         | GP | GS | MPG  | FG%  | 3P%  | FT%  | RPG | APG | SPG | BPG | PPG |
| ---- | ------------ | -- | -- | ---- | ---- | ---- | ---- | --- | --- | --- | --- | --- |
| 2014 | 波特蘭拓荒者 | 11 | 0  | 11.1 | .419 | .000 | .857 | 2.6 | .5  | .5  | .5  | 2.9 |
| 生涯 | 生涯         | 11 | 0  | 11.1 | .419 | .000 | .857 | 2.6 | .5  | .5  | .5  | 2.9 |